# Sam Hamm
Sam Hamm, född den 19 november 1955 i Charlottesville, är en amerikansk manusförfattare och filmproducent. Han började sin bana som manusförfattare med filmen Vargarnas land 1983, men hans riktiga genombrott kom inte förrän sex år senare när han skrev manus till Batman. Hamm fortsatte sitt samarbete med Tim Burton och skrev även manus till Batman - Återkomsten 1992. Efter det har han skrivit manus till filmer såsom M.A.N.T.I.S. (1994), Monkeybone (2001) och Haunted Lighthouse (2003). Hamm har även producerat M.A.N.T.I.S. och Monkeybone. 
Han skrev även oanvända manus till filmerna Apornas planet och Watchmen.